# Eroi de sacrificiu 2
Eroi de sacrificiu 2 (The Expendables 2) este un film american din 2012 regizat de Simon West. În rolurile principale joacă actorii Sylvester Stallone, Jason Statham, Jet Li, Dolph Lundgren, Chuck Norris, Randy Couture, Terry Crews, Liam Hemsworth, Jean-Claude Van Damme, Bruce Willis și Arnold Schwarzenegger.

## Prezentare
Barney Ross (Sylvester Stallone) este abordat de omul CIA Church (Bruce Willis), care dorește ca echipa sa să meargă în fosta Uniune Sovietică pentru a prelua ceva dintr-un avion care s-a prăbușit. Church nu-i spune despre ce este vorba exact, dar o trimite pe Maggie (Nan Yu) cu el pentru a se asigura că acesta își îndeplinește misiunea. Ei găsesc avionul și găsesc obiectul, dar unul dintre oamenii lui Barney este luat ostatic de o altă grupare care le ia obiectul și șeful acestora ucide ostaticul. Barney află de la Maggie că obiectul care le-a fost luat arătă locurile unde a fost stocat plutoniul într-o mină abandonată. Barney decide să-i urmărească pe cei care au furat obiectul și să-i vâneze. El descoperă că omul pe care-l caută este Vilain (Jean-Claude Van Damme) și că acesta conduce un grup cunoscut sub numele de Sangvini care a luat cu forța toți oamenii din satele vecine pentru a lucra în mină.

## Actori

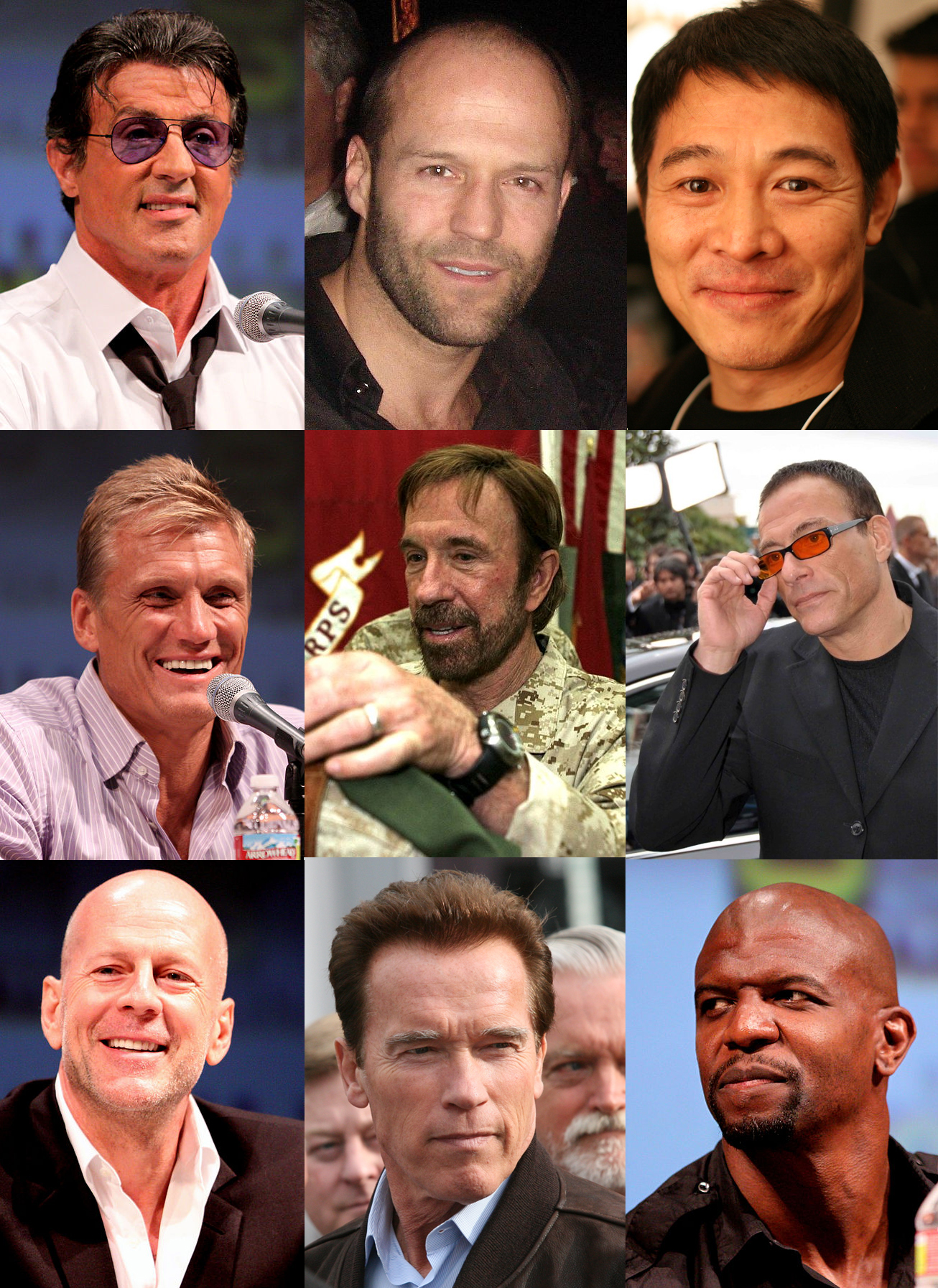
De la stânga la dreapta: Sylvester Stallone, Jason Statham, Jet Li, Dolph Lundgren, Chuck Norris, Jean Claude Van-Damme, Bruce Willis, Arnold Schwarzenegger şi Terry Crews.

- Sylvester Stallone este Barney Ross, șeful echipei Eroilor de sacrificiu[9]
- Jason Statham este Lee Christmas, expertul echipei în mânuitul cuțitelor[10]
- Jet Li este Yin Yang expertul echipei în lupta corp-la-corp
- Dolph Lundgren este Gunner Jensen[11]
- Chuck Norris este Booker[12]
- Jean-Claude Van Damme este Jean Vilain, liderul unei echipe adverse de mercenari cunoscute sub numele de Sangvinii[13][14][15]
- Bruce Willis este Mr. Church[16]
- Arnold Schwarzenegger este Trench[17][18] Schwarzenegger a realizat scenele sale în 4 zile.[19]
- Terry Crews este Hale Caesar
- Randy Couture este Toll Road
- Liam Hemsworth este Billy the Kid[20]
- Scott Adkins este Hector, omul lui Vilain[21]
- Yu Nan este Maggie Chan, agent CIA care lucrează pentru Church.[22]